# 袴 (和服)

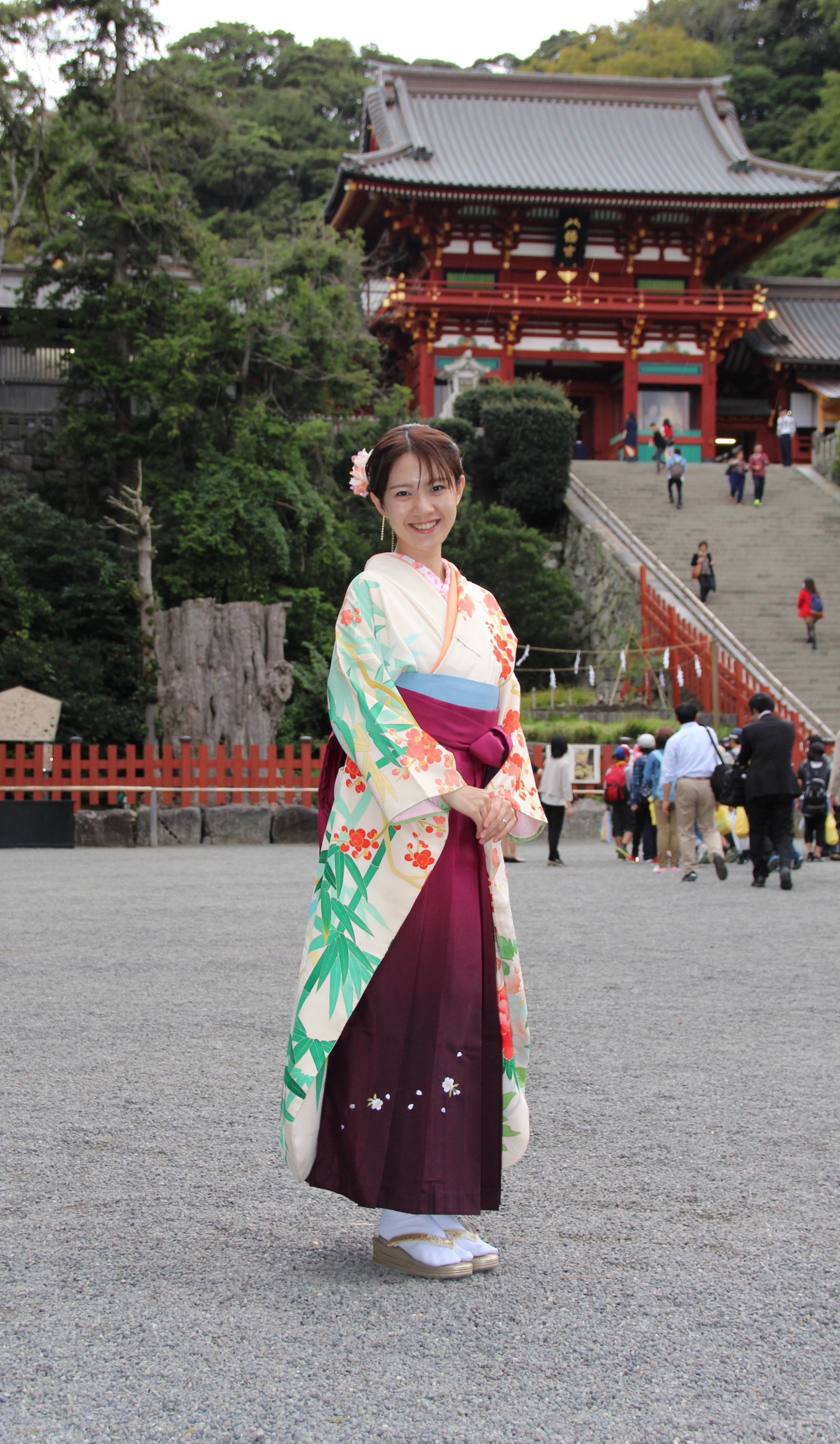
一位穿著袴的年輕日本女子 (2014年鶴岡八幡宮)

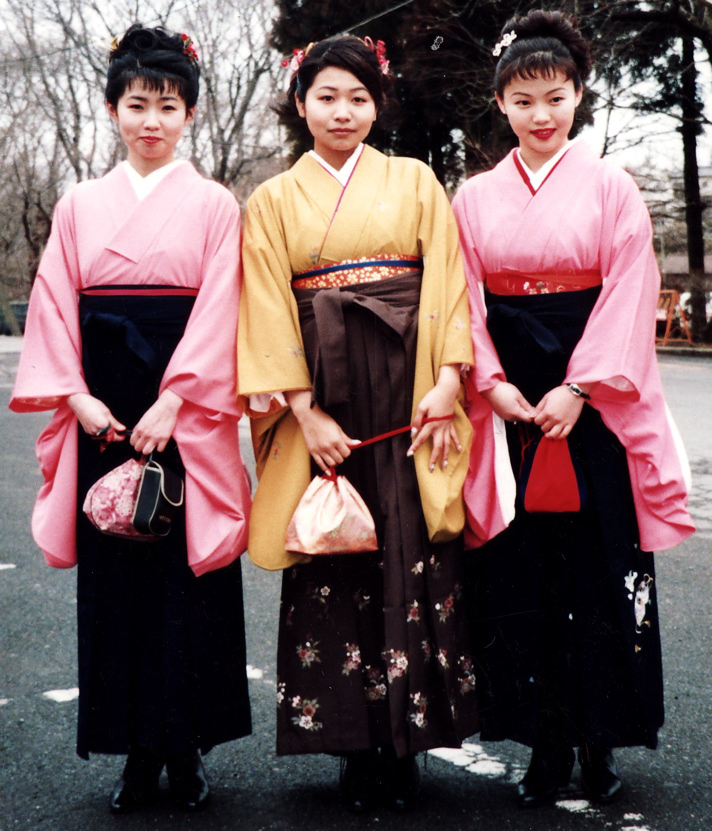
穿著袴參加畢業典禮的日本女學生（1996年攝）

袴（日语：／ Hakama），是日本和服的一種下裳。「袴」本來指褲子，但現代日本此字包括褲和部份款式的裙子在內的下裳。
袴起源於平安時代，是武家服飾的的一環，袴正面左腿三褶，右腿兩褶，共折疊出五個褶，再加上褲腿後面各一個褶，合計七褶，突出所謂武士道的義勇仁禮誠名忠克。袴的穿法逐漸的講究化、多樣化。後來逐漸成為男性傳統禮服的下裳。
明治时代教育家下田歌子發明供女性用的行燈袴，結構與一般的袴不同，實際上是前後兩片式的打褶裙子（裳），現代女性弓道服、昭和初期女學生服及現代女大學生畢業服所穿的都是這種行燈袴。神道教的巫女服則是裙子，只是行燈袴出現後，人們也把這種裙子稱為袴。

## 註釋

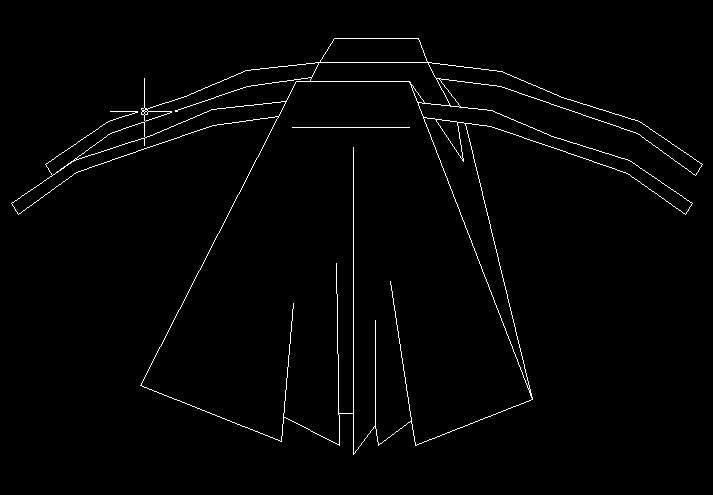
袴（和服）